# Гучок Зеновій Васильович
Зеновій Гучок (нар. 10 вересня 1958, с. Київець, Миколаївський район, Львівська область, УРСР, СРСР) — український співак, музикант, автор пісень, Заслужений діяч естрадного мистецтва України (2012), Заслужений артист України.

## Життєпис
Зеновій Гучок народився 10 вересня 1958 року в селі Київець Миколаївського району Львівської області. Під час навчання у школі був солістом шкільного хору. З піснею «Орльонок-орльонок» став Дипломантом обласного конкурсу художньої самодіяльності. У школі вчився погано, було нецікаво, але уроки музики йому завжди подобалися.
Після служби у армії навчався у Дрогобицькому педагогічному інституті. Згодом, на запрошення ректора Кишинівського політехнічного інституту, перевівся у цей навчальний заклад. Паралельно з навчанням, Зеновій Гучок працював у Кишинівській філармонії – співав та грав на гітарі. Працював у гуртах ВІА «Контемпоранул» (ВІА «Норок») та ВІА «Плай», солісткою якої була Надія Чепрага.
У 1987 році Зеновій Гучок закінчив навчання і повернувся на Батьківщину. Працював гітаристом у гурті Олега Кульчицького.
На початку 90-х Зеновій Гучок створив свій гурт, у якому він був солістом та соло-ритм-гітаристом. Гурт успішно гастролював в Україні, Австрії, Великій Британії.
В архівах "Студії документального кіно Мирослава Бойчука "ФранківсьТБ" збереглась кіноплівка з концертним виступом співака в Івано-Франківську. 1992 рік. .

## Творчість
Зеновій Гучок спочатку обробляв українські народні пісні. Його обробки пісень «Ой, поленько-поле», «Там за лісом, за лугом», «Там у Львові, на Старім замку», «Закувала зозуленька», у виконанні Ігоря Богдана, стали популярними. Згодом почав писати власні пісні («Букетик фіалок», «Черемоше, пливи», «Глибінь очей твоїх», «Біла лілея», «Дика ружа»).
Найкращі твори увійшли до першого аудіоальбому «Дарую вам квіти», згодом вийшли ще два: «Спогади здалека» та «Дика ружа». У 2001 році видано компакт-диск «Найкращі пісні» накладом 5 тис., куди ввійшли найпопулярніші його твори.

## Особисте життя
Одружений, має двох синів: Тараса та Андрія, які продовжують музичні традиції родини.

## Нагороди
У 2012 році, з нагоди 25-річчя творчої діяльності, Зеновію Гучку присвоєно звання «Заслужений діяч естрадного мистецтва України».